# Васильев, Сафар
Сафар Васильев  (Хастат бек )(умер в 1730 году) — армянский купец, основатель первого российского шелковичного завода. Родоначальник российской ветви рода Макаровых-Хастатовых.
Его внук — Аким Васильевич Хастатов, приходится мужем Столыпиной Екатерине Алексеевне — двоюродной бабушке поэта М. Ю. Лермонтова. 

## Биография
Сафар Васильев переселился в Россию из Персии в 1710 году.
В 1710 году император России Пётр I с целью поднять и развести культуру в глухой, заброшенной местности вызвал из Карабаха армянина Сафара Васильева. В 1718 году он даровал ему в урочище Кизляр 15 тысяч десятин для закладки тутовых садов, плантаций хлопчатника и сарачинского пшена.
В 1718 году на берегах Терека было образовано поместье при заводе по переработке шёлка-сырца, который выстроил армянский купец Сафар Васильев. Последним при заводе был основан армянский поселок Шарафан, в последствии переименованный в станицу Шелковскую(в названии которой также сохранилось упоминание о шёлковом заводе).